# Lecithocera glabrata
Lecithocera glabrata is een vlinder uit de familie van de Lecithoceridae. De wetenschappelijke naam van de soort werd voor het eerst geldig gepubliceerd in 1992 door Wu en Liu als Quassitagma glabrata.

## Voorkomen
De soort komt voor in China en Taiwan.